# Obsessed by Cruelty
Obsessed by Cruelty ist das Debütalbum der deutschen Thrash-Metal-Band Sodom. Es erschien im Frühjahr 1986 in Europa bei Steamhammer/SPV und in Nordamerika bei Metal Blade Records. Wegen eines Versehens erschien die amerikanische Version mit einem Titel weniger.

## Hintergründe
Die Texte des Albums sind von okkulten Themen inspiriert, Tom Angelripper beschäftigte sich seinerzeit mit den Schriften von Aleister Crowley. Retrospektiv äußerte Angelripper über die Texte, dass man sie nicht so recht übersetzen könne und dass er sich später selber gefragt habe, was er mit den Textzeilen eigentlich gemeint habe. Die Musik der Lieder stammt weitestgehend von Schlagzeuger Chris Witchhunter, lediglich für die Komposition von After the Deluge und Witchhammer erhielt Tom Angelripper Credits. Das Album wurde zweimal aufgenommen. Mit der ersten in Berlin aufgenommenen Version war das Plattenlabel nicht zufrieden und ließ die Band die Aufnahmen in einem Tonstudio in Hiltpoltstein wiederholen. Wegen eines Versehens der Plattenfirma wurde das falsche Masterband in die USA zu Metal Blade geschickt, weshalb alle offiziellen CD-Pressungen die alte Fassung ohne das Stück After the Deluge enthalten, die Neueinspielung ist lediglich auf der europäischen LP-Version enthalten. Nach Angaben von Angelripper wurden von dieser falschen Version für den US-amerikanischen Markt etwa 5.000 Exemplare gepresst. Die Lieder des Albums spielt die Band nur sehr selten bei Konzerten, weil Angelripper eigenen Angaben zufolge alle Gitarren-Riffs vergessen habe und die heutigen Mitglieder von Sodom diese auch nicht heraushören könnten, stattdessen sei ein Medley aus verschiedenen Liedern der frühen Phase von Sodom geplant.

## Rezeption
Götz Kühnemund vom Musikmagazin Rock Hard sah in einer zeitgenössischen Rezension eine „zweihundertprozentige Steigerung gegenüber der schwachen Mini-LP“, die Produktion sei klar und kräftig und die Gitarrenarbeit des neuen Gitarristen Michael Wulf sowie eines weiteren Session-Gitarristen stünde „in keinem Verhältnis mehr zu der ärmlichen Hackerei von Grave Violator“. Unterm Strich spiele die Band jedoch „trotz aller Verbesserungen immer noch schlecht genug, um die alte Härte und Rohheit nicht zu verlieren“.
Das Album ist für den Thrash- und Black-Metal-Bereich von großer Bedeutung und genießt dort Kultstatus. Nuclear Exterminator von Nocturnal Graves bezeichnete Obsessed by Cruelty als „the epitome of Chaotic Metal“. Das Rock Hard nahm das Album im Juni 2009 in seine Liste der „250 Thrash-Metal-Alben, die man kennen sollte“ auf.
Tom Lubowski vom Metal Hammer besprach Obsessed by Cruelty anlässlich des 40. Bandjubiläums von Sodom und gestand dem Album rückblickend einen Kultstatus zu, das nachhaltigen Einfluss auf die Thrash Metal, vor allem aber die Erste Welle Black Metal, hatte: „‘Deathlike Silence’ wurde namensgebend für das Label von Black Metal-Pate Euronymous. Der höllische Kriecher ‘Proselytism Real’ – der Beweis, dass Sodom nicht nur Vollgas können – und die bei Konzerten konsequent falsche Aussprache von ‘After The Deluge’ ließen OBSESSED BY CRUELTY mit seiner ungehobelten Härte zu einem absoluten Kultalbum der Ersten Welle Black Metal werden.“

## Titelliste
Vinyl-Erstauflage von Steamhammer mit der zweiten Aufnahme
1. The Rebirth... – 0:55
2. Deathlike Silence – 5:18
3. Brandish the Sceptre – 3:00
4. Proselytism Real – 3:26
5. Equinox – 3:38
6. After the Deluge – 4:53
7. Obsessed by Cruelty – 5:06
8. Fall of Majesty Town – 4:06
9. Nuctemeron – 3:03
10. Pretenders to the Throne – 2:39
11. Witchhammer – 1:46
12. Volcanic Slut – 2:58

CD-Pressungen mit der ersten Aufnahme
1. Intro – 0:14 (auf dem Cover nicht erwähnt)
2. Outbreak of Evil – 4:34
3. Sepulchral Voice – 4:31
4. Blasphemer – 3:05
5. Witching Metal – 3:13
6. Intro – 0:38 (auf dem Cover nicht erwähnt)
7. Burst Command Til War – 2:43
8. Outro – 0:16 (auf dem Cover nicht erwähnt)
9. Intro – 1:53 (auf dem Cover nicht erwähnt)
10. Deathlike Silence – 5:07
11. Brandish the Sceptre – 2:56
12. Proselytism Real – 3:31
13. Equinox – 3:33
14. Volcanic Slut – 3:22
15. Obsessed by Cruelty – 5:48
16. Fall of Majesty Town – 4:02
17. Nuctemeron – 3:00
18. Pretenders to the Throne – 2:39
19. Witchhammer – 2:03

Die Titel 1–8 sind Bonustracks und stammen von der In the Sign of Evil EP. Die Titelliste auf der Coverrückseite der CD-Auflage entspricht fälschlicherweise der Schallplattenversion, auf welcher After the Deluge enthalten ist und Volcanic Slut der abschließende Titel ist.